# Vinzelles (Saône-et-Loire)
Vinzelles é uma comuna francesa na região administrativa de Borgonha-Franco-Condado, no departamento de Saône-et-Loire. Estende-se por uma área de 4,43 km². Em 2010 a comuna tinha 732 habitantes (densidade: 165,2 hab./km²).